# Християнсько-соціальна партія Австрії
Християнсько-соціальна партія Австрії (CS) (нім. Christlichsoziale Partei) - австрійська права політична партія, що існувала з 1893 до 1933 року; попередниця сучасної Народної партії.

## Засади

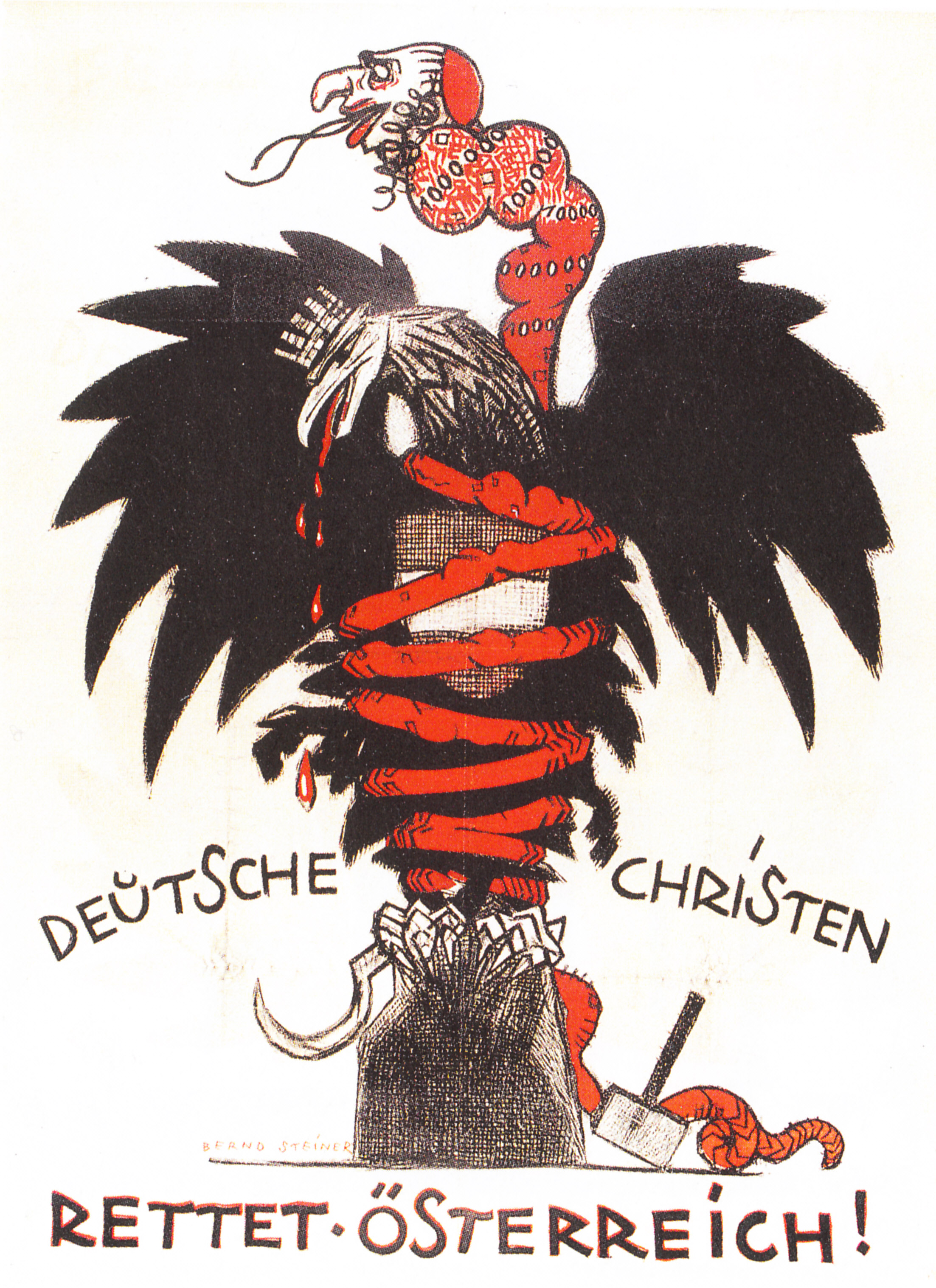
Зображення змії, яка душить орла, у національній символіці Австрії

Партію було засновано 1893 року Карлом Люгером. Вона розвинулась із Християнського соціального руху та Християнського соціалістичного клубу робітників. Партія орієнтувалась на буржуазію й клерикальних католиків; у партії було багато священиків, включаючи канцлера Ігнаца Зайпеля. Це привабило на бік християн-соціалістів багато голосів від консервативного сільського населення. 
З 1907 до 1911 року християн-соціалісти були найсильнішою партією у нижній палаті Рейхсрату, але потім поступилися Соціал-демократичній робітничій партії. Упродовж Першої світової війни партія підтримувала чинний уряд, але після падіння монархії у 1918 році партія виступила за створення республіки та приєднання Австрії до Німеччини.

## Перша республіка
З 1918 до 1920 року партія сформувала коаліцію з соціал-демократами. Починаючи з 1920 року усі канцлери Австрії були членами Християнської соціалістичної партії, так само, як і президенти з 1928 до 1938 року. 

## Вітчизняний Фронт
У процесі встановлення режиму так званого Австрофашизму Канцлер від Християнської соціалістичної партії Енгельберт Дольфус у 1933 році перетворив свою партію на Вітчизняний фронт. Після "Аншлюсу" Австрії до нацистської Німеччини партію було заборонено у березні 1938 року й вона припинила своє існування. Після Другої світової війни партію не було відновлено. Більшість її прибічників та політичних діячів вважали, що її назва також пов’язана з австрофашизмом; тому було засновано Австрійську народну партію, яку можна вважати спадкоємицею християн-соціалістів.

## Відомі члени партії

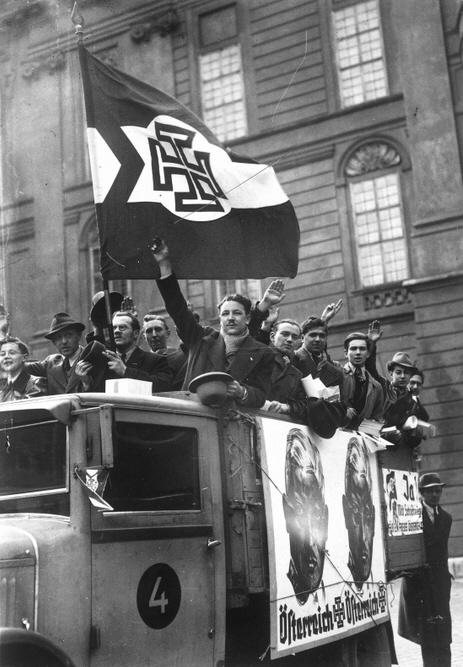
Склад Християнсько-соціалістичної партії Австрії в 1934 році

Видатні члени партії:
- Вальтер Брайскі
- Карл Буреш
- Енгельберт Дольфус
- Отто Ендер
- Віктор Кейнбек
- Карл Луегер
- Міхаель Майр
- Ганс Пернтер
- Рудольф Рамек
- Ріхард Райш
- Ріхард Шмітц
- Курт Шушніг
- Ігнац Зайпель
- Фанні Штаренберг
- Ернст Штирувіц
- Йозеф Стробах
- Карл Вагуїн
- Ріхард Вайскірхнер